# Rocket Ranger
Rocket Ranger è un videogioco d'azione e strategia per i computer Amiga, Apple IIGS, Atari ST, Commodore 64, FM Towns e MS-DOS e per la console Nintendo Entertainment System. Venne sviluppato da Cinemaware e pubblicato nel 1988 negli Stati Uniti d'America dalla stessa azienda, mentre in Europa è stato commercializzato da Mirrorsoft. Nel 2012 circa venne pubblicato come freeware dalla Cinemaware.
Come altri giochi della Cinemaware, Rocket Ranger omaggia il cinema di Hollywood e le molte serie TV di fantascienza degli anni cinquanta, soprattutto Commando Cody: Sky Marshall of the Universe, con un modo artistico di rappresentare il "futuro" che è tipico di quei tempi, nonché gli stereotipi come l'eroe coraggioso che deve salvare la bellissima eroina. Le versioni per computer ottennero generalmente ottime recensioni dalla stampa dell'epoca, tra cui un voto del 99% da The Games Machine 3 (Amiga).

## Trama
Il gioco è ambientato durante una versione alternativa della seconda guerra mondiale. All'inizio del gioco, nel 1940, alcuni oggetti futuristici e un messaggio vengono spediti indietro nel tempo e si materializzano di fronte al personaggio del giocatore, uno scienziato statunitense, per permettergli di prevenire la vittoria dei nazisti. In particolare, riceve un jet pack che gli permette di volare liberamente nel cielo e una pistola laser, mentre il messaggio lo informa che i nazisti stanno per vincere grazie al vantaggio tecnologico che gli darà il lunarium, una sostanza che estraggono dalla luna.
I nazisti hanno appena rapito Otto Barnstorff, il maggior scienziato d'America, e sua figlia Jane, e stanno fuggendo sull'Atlantico in dirigibile. Il primo obiettivo del protagonista è liberarli, raggiungendo in volo con il jet pack il dirigibile oppure i loro successivi luoghi di detenzione. Sempre partendo in jet pack dalla sua base a Fort Dix, dovrà inoltre infiltrarsi in varie basi segrete naziste sparse per il mondo, per rubare il lunarium e le parti per realizzare un razzo lunare. Con quest'ultimo potrà infine raggiungere e conquistare la base nemica sulla luna, dove schiave sotto controllo mentale lavorano all'estrazione del lunarium. Sconfitte le guardie, dovrà affrontare anche un alieno, che scopre essere alleato dei nazisti e fonte dei loro inspiegabili avanzamenti tecnologici.

## Modalità di gioco
Il gioco comprende diversi tipi di sequenze d'azione di vari generi, che rappresentano le missioni del protagonista, e una parte strategica, dove si inviano agenti segreti in varie parti del mondo per individuare le basi segrete naziste.
La schermata strategica mostra una mappa di buona parte del mondo suddivisa in nazioni o territori. Si possono assegnare cinque agenti a spiare le varie aree, che potrebbero ospitare fabbriche di armamenti, depositi di lunarium o basi missilistiche nemici. Il protagonista può poi recarsi in questi tipi di obiettivi rispettivamente per attaccarli e ridurre l'efficienza nemica, derubarli del lunarium o derubarli delle parti di razzo. I nazisti si espandono col tempo, fino all'eventuale sconfitta del giocatore, e hanno un'efficienza complessiva in percentuale (che aumenta molto se hanno Barnstorff). Gli agenti possono anche fomentare la resistenza antinazista nelle nazioni infiltrate, per rallentare il nemico o ottenere automaticamente lunarium. Gli agenti potrebbero essere scoperti ed eliminati; il giocatore può impostare due livelli di prudenza per ciascuno. Una volta ottenute le cinque parti del razzo e abbastanza lunarium si può andare sulla luna per la battaglia finale.
Il lunarium è necessario anche come combustibile per i viaggi con il jet pack. Il giocatore deve selezionare l'esatta quantità di lunarium, cosa che nelle versioni originali richiede la consultazione di una ruota di cartoncino inclusa con il gioco, che fornisce una forma di protezione dalla pirateria.

### Sequenze d'azione
Quando si parte in missione da Fort Dix si inizia con una sequenza del decollo dal cortile (assente in versione NES). Il personaggio corre con visuale di lato e si deve fargli prendere velocità sincronizzando le pressioni del pulsante di fuoco con i passi e infine avviare il razzo al momento giusto.
I combattimenti in volo sono sparatutto tridimensionali con visuale da dietro il protagonista, nello stile di Space Harrier, contro squadriglie di aerei nemici oppure postazioni contraeree oppure le difese del dirigibile. Nell'ultimo caso, nella versione Amiga, se si riesce ad impadronirsi del dirigibile si affronta un dialogo a scelta multipla con lo scienziato e la figlia liberati, con sintesi vocale.
Quando si raggiungono alcune basi segrete si deve affrontare un picchiaduro a pugni contro un soldato tedesco, con quattro tipi di colpi a disposizione.
L'assalto ad altre basi richiede di sconfiggere diverse guardie in uno sparatutto con visuale fissa, sempre da dietro il protagonista, che si sposta a piedi nella parte bassa dello schermo. I nemici si affacciano un po' alla volta sullo scenario.

## Conversioni
Come la maggior parte dei giochi Cinemaware, anche Rocket Ranger è sviluppato originariamente sull'Amiga. Successivamente viene convertito per altre piattaforme, scalando la resa sonora o visiva compatibilmente con le risorse disponibili. Nel 1988-1990 vennero distribuite versioni Atari ST, DOS, Commodore 64, Nintendo Entertainment System e per il computer giapponese FM Towns. Nel 1989 venne distribuita una conversione per Apple IIGS, con un comparto sonoro potenziato e con una grafica comparabile all'originale.
Esiste una versione diversa per Amiga, con gli alieni Leutoniani come nemici al posto dei nazisti. Si tratta di una versione per paesi dove riferimenti al nazismo possono essere censurati. La struttura del gioco rimane la stessa e anche gli alieni utilizzano tecnologie tipiche della seconda guerra mondiale.
La versione Amiga emulata venne pubblicata ufficialmente per iOS e Android nel 2013 dalla CW Entertainment, e per Windows nel 2014 su GOG.com.
Un remake di nuova generazione per Windows, iOS e Android, intitolato Rocket Ranger Reloaded, era in produzione e finanziato con Kickstarter nel 2014-2015, ma il progetto è fallito.
Nel 2017 uscì Rocket Ranger: Extended Collector's Edition, una raccolta commerciale di tutte le versioni originali emulate, con alcuni contenuti extra, su CD-ROM in edizione limitata.

## Fumetto
Tra il 1991 e il 1992 la Adventure Comics, marchio della Malibu Comics, pubblicò una serie di fumetti in 5 volumi intitolata Rocket Ranger e basata sul videogioco. Il protagonista, qui chiamato Tom Cory, lotta personalmente contro Oberst Leermeister, l'ufficiale tedesco supervisore dell'operazione Lunarium. Nel gioco invece Leermeister è solo un personaggio di sfondo.